# 黎安镇
黎安镇，是中华人民共和国海南省陵水黎族自治县下辖的一个乡镇级行政单位。

## 行政区划
黎安镇下辖以下地区：
黎安村、黎明村、黎丰村、后岭村、岭仔村和大墩村。